# Kościół św. Elżbiety we Lwowie
Kościół św. Elżbiety we Lwowie (obecnie cerkiew pw. św. Olgi i Elżbiety) – świątynia katolicka położona przy pl. Kropiwnickiego 1 (ukr. пл. Кропивницького 1; przed 1945 rokiem pl. Bilczewskiego), w najwyższym punkcie Śródmieścia, dokładnie na wododziale Wisły i Dniestru; zwykło się mawiać, że woda z każdej połaci jego dachu spływa do innego morza. Zbudowany w latach 1904–1911 według projektu Teodora Talowskiego, określany jako „największa i zarazem najpiękniejsza świątynia lwowska ery nowożytnej” oraz „najwspanialszy zabytek architektury sakralnej epoki historyzmu na ziemiach dawnej Rzeczypospolitej”, szybko stał się punktem orientacyjnym miasta, a jego trzy strzeliste wieże wkrótce wrosły w folklor lwowski; zostały utrwalone w piosence „Marsz lwowskich dzieci” opisującej moment wymarszu z koszar i wyjazdu na front bałkański żołnierzy lwowskiego batalionu 30 Pułku Piechoty Austriackiej po ogłoszeniu powszechnej mobilizacji przed rozpoczęciem I wojny światowej:

Z dala widać już niestety

wieży kuścioła Elżbiety

Po 1945 roku kościół został zamieniony na magazyn żywności, popadł w ruinę, a jego wyposażenie uległo zniszczeniu.
Po uzyskaniu przez Ukrainę niepodległości w 1991 roku został przekazany Kościołowi katolickiemu obrządku bizantyjsko-ukraińskiego; dodano też wezwanie św. Olgi do dotychczasowego wezwania św. Elżbiety.

## Historia

### 1904–1918
W XIX wieku, pomimo znacznego rozwoju Lwowa, podniesionego do rangi stolicy Galicji, nie powstał w nim żaden większy kościół rzymskokatolicki.
W 1894 roku powstała idea wybudowania kościoła i został powołany pierwszy komitet jego budowy. Ów komitet otrzymał od namiestnika Galicji, za pozwoleniem samego cesarza Franciszka Józefa I, grunt na placu Solnym o powierzchni 1000 sążni kwadratowych dla zbudowania przyszłej świątyni. Była to połowa placu, niewystarczająca do potrzeb przyszłej świątyni. Cztery lata później dokupiono drugą część, o powierzchni 1200 sążni kwadratowych. Na początku zamierzano zbudować kościół i klasztor i zaprosić ojców redemptorystów lub salezjanów, ale później zdecydowano, że świątynia będzie parafialna. W 1898 roku powołano nowy komitet budowy kościoła, który postanowił poświęcić nowy kościół św. Elżbiecie Węgierskiej i upamiętnić zabitą w tym samym roku przez terrorystów cesarzową Elżbietę, popularną Sissi oraz pięćdziesięciolecie zasiadania na tronie cesarza Franciszka Józefa I. W komitecie główną rolę odgrywali namiestnik Galicji Leon hrabia Piniński oraz ks. Józef Bilczewski (od 17 grudnia 1900 roku lwowski arcybiskup metropolita). 20 grudnia 1898 roku metropolita Seweryn Morawski poświęcił miejsce pod budowę kościoła i umieścił tam krzyż. Wtedy też rozpoczęto wśród polskiej społeczności Lwowa zbiórkę pieniędzy na budowę, ale przez długi czas nie prowadzono żadnych robót budowlanych i nawet nie ogłoszono konkursu na projekt kościoła, na który to fakt 8 sierpnia 1901 roku zwróciło uwagę kurii i komitetu Lwowskie Towarzystwo Politechniczne, podejmując odpowiednią decyzję. 5 marca 1902 roku rozpisano konkurs na projekt przyszłej świątyni określając jej styl jako „romański lub tzw. przejściowy, lub wczesnogotycki” i zaznaczając przy tym, że kościół ma pomieścić 2 200 osób, oraz że powinien mieć 500 miejsc siedzących w ławkach. Koszt budowy i dekoracji oszacowano na 700 000 koron. Ogłoszenie konkursu wywołało we Lwowie i Galicji duże zainteresowanie wśród duchowieństwa rzymskokatolickiego i ludności. Udział w konkursie zastrzeżono wyłącznie dla architektów „ze wszystkich ziem polskich”.

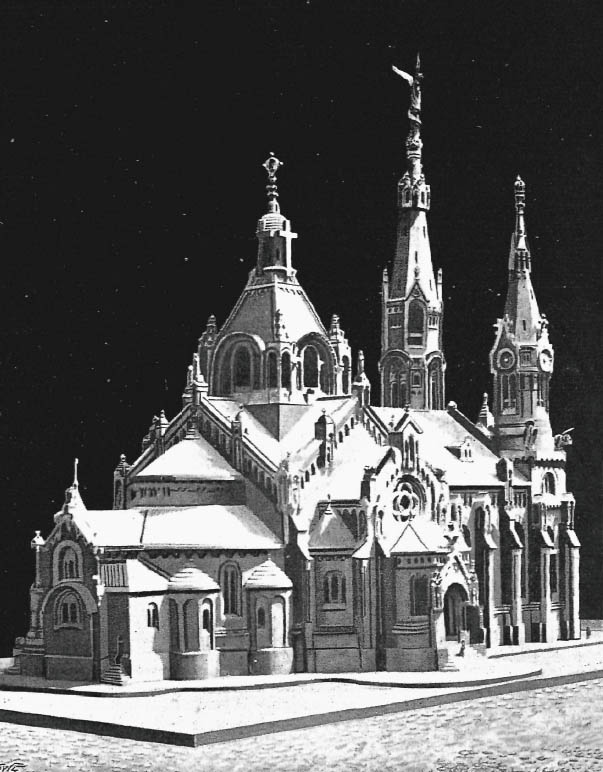
Makieta niezrealizowanego projektu kościoła św. Elżbiety autorstwa spółki Mączyński-Stryjeński (II miejsce w konkursie z 1902 roku)

Na konkurs wpłynęło 19 prac. W jury konkursu zasiadali m.in. Józef Pius Dziekoński, Adolf Kuhn i Zygmunt Gorgolewski. Decyzję jury ogłoszono 19 marca 1903 roku. Pierwsze miejsce przyznano krakowskim architektom Teodorowi Talowskiemu i Sławomirowi Odrzywolskiemu, drugie natomiast – również krakowskiej spółce Franciszek Mączyński i Tadeusz Stryjeński. Do rozstrzygnięcia potrzebny był więc dodatkowy konkurs. Ponieważ Sławomir Odrzywolski odmówił udziału w nim, jury ostatecznie wybrało do realizacji projekt Talowskiego, projektanta budowli sakralnych, choć najbardziej znanego z projektów krakowskich kamienic. W projekcie kościoła św. Elżbiety Talowski zawarł charakterystyczne cechy swojego stylu architektonicznego: upodobanie do form wczesnogotyckich i romańskich („styl przejściowy”), malownicze kształtowanie brył o często asymetrycznej kompozycji, łączenie cegły i kamienia i liczne akcenty rzeźbiarskie.
Drugi projekt kościoła Talowskiego, przygotowany na ten konkurs został wykorzystany przy budowie kościoła Matki Boskiej Nieustającej Pomocy w Tarnopolu.
W połowie 1900 Helena Mierowa przekazała kwotę 20 tys. koron na budowę jubileuszowego kościoła św. Elżbiety we Lwowie.
7 września 1904 roku arcybiskup Józef Bilczewski podpisał umowę z lwowskim architektem-budowniczym Karolem Richtmanem-Rudniewskim i powierzył mu wykonanie robót budowlanych. Zastępcą technicznym został architekt Bronisław Bauer. Kierownikiem artystycznym wykonania projektu był sam Teodor Talowski, a kierownikiem technicznym budowy został architekt Jan Naworyta. 25 września 1904 roku arcybiskup J. Bilczewski poświęcił rozpoczęcie budowy, a dnia 15 października 1905 roku położył kamień węgielny i wmurował akt fundacyjny. Wszystkie te uroczystości odbywały się w obecności tysięcy ludzi. Budowa kościoła miała również podkreślić „polski i rzymskokatolicki charakter” Lwowa owego czasu, co niejednoznacznie było odbierane przez ukraińską część społeczeństwa. Mury kościoła zbudowano w 1908 roku. W latach 1908–1911 dachy kościoła pokryto miedzianą blachą, wykonano też elementy rzeźbiarskie pod kierownictwem rzeźbiarza Edmunda Pliszewskiego. W 1908 roku rzeźbiarz Tadeusz Błotnicki wykonał projekt i model figury św. Elżbiety, którą w 1911 roku wykonano w kamieniu i umieszczono na najwyższej wieży kościoła. Świętą przedstawiono jako młodą, urodziwą kobietę z koszykiem róż, zgodnie z wyobrażeniem wprowadzonym ok. 1860 przez austriackich i czeskich rzeźbiarzy, nadającym figurom świętej, zgodnie z rekomendacjami Franciszka Józefa I, wygląd swoistego kryptoportretu cesarzowej Elżbiety.
W tym samym roku główną fasadę kościoła ozdobiono rzeźbiarską Grupą Ukrzyżowania z postaciami Matki Boskiej i św. Jana, po bokach, autorstwa Piotra Wójtowicza. Koszt budowy kościoła (w stanie surowym) wyniósł 1 544 376 koron 83 halerzy, co dwukrotnie przekroczyło zaplanowaną sumę. W 1910 roku zakupiono trzy dzwony odlane w Kałuszu w ludwisarni Ludwika i Michała Felczyńskich. 22 października 1911 roku dzwony te zostały poświęcone i otrzymały nazwy: „Jakub Strzemię” (waga: 587 kg) i „Święty Józef” (waga: 890 kg), a największy – „Matka Boska Królowa Korony Polskiej” (waga: 1835 kg, wysokość: ponad 1,5 m, cena: 15 000 koron). Wszystkie dzwony zostały ozdobione ornamentami, napisami i płaskorzeźbami świętych. 3 listopada 1911 roku arcybiskup J. Bilczewski poświęcił nowo wybudowaną świątynię, a 22 listopada oficjalnie przeniósł do niej parafię z kościoła św. Anny. Później decyzję zmieniono i parafię podzielono na dwie, i obydwa kościoły pozostały parafialne. 3 grudnia 1911 roku w kościele odprawiono pierwszą regularną mszę.
Teodor Talowski nie doczekał tych wydarzeń – zmarł wiosną 1910 roku. Kościół, wzniesiony w robotniczej dzielnicy Lwowa, na Gródeckiem, był największą świątynią miasta i wzbudzał powszechne zainteresowanie, pisano o nim jako o ozdobie miasta

... w świątyni tej zyskało miasto rzetelną, najwyższej rangi ozdobę, sztuka klejnot swojskiego budownictwa

Jednak jego architektura nie wszystkim znawcom przypadła do gustu; niektórzy krytycy projektu chętnie widzieliby kościół w stylu modernizmu, ponieważ uważali tradycyjny historyzm za pewien anachronizm tamtych czasów.
W pracach nad wystrojem wnętrza i wyposażeniem wzięło udział wielu artystów. Prace te trwały przez cały okres międzywojenny i nie zostały ukończone.
Jeszcze w 1907 roku ogłoszono konkurs na budowę ołtarza głównego. Jednym z warunków konkursu było zbudowanie ołtarza z drzewa dębowego, z uwzględnieniem sztuki polskiej okresu Wita Stwosza. Wystrój rzeźbiarski i obraz miał przedstawiać postacie świętych Elżbiety, Stanisława Kostki, Stanisława biskupa, bł. Jakuba Strzemię. Z dwóch projektów: Talowskiego i wspólnej pracy J. Malczewskiego i W. Szymanowskiego wybrano projekt Talowskiego, ale śmierć architekta i brak potrzebnych środków, a później rozpoczęcie I wojny światowej, przeszkodziły realizacji tego projektu. 25 października 1911 roku ogłoszono konkurs na projekt budowy dwóch ołtarzy bocznych. Miały one być wykonane również z drzewa dębowego, stylowo odpowiadać architekturze kościoła i ich wartość nie mogła przekroczyć 20 000 koron. Jeden ołtarz miał być poświęcony św. Józefowi, a drugi – Matce Boskiej. Ponieważ konkurs nie wyłonił zwycięzcy, postanowiono 31 października 1913 roku powierzyć wykonanie projektów ołtarzy rzeźbiarzowi lwowskiemu Piotrowi Wojtowiczowi i architektowi Antoniemu Marzewskiemu. I tych projektów nie udało się jednak zrealizować do końca.
Jeszcze w trakcie budowy kościoła w 1908 roku J. Noworyta zwrócił się do Krakowskiego Zakładu Witraży i Mozaiki S. G. Żeleńskiego z prośbą o oszacowanie wartości witraży, zastrzegając, że okna prezbiterium i wielkie okno–rozetę na fasadzie miały ozdobić kompozycje figurowe, a wielkie okna w nawie – geometryczne. W 1909 roku malarz Kazimierz Sichulski na zamówienie arcybiskupa J. Bilczewskiego wykonał dwa wielkie kartony (363×100 cm) witraży figuralnych: „Bogurodzica” i „Dies irae” do okien nawy głównej kościoła, a w 1911 trzeci karton – „Matka Boska Królowa Korony Polskiej”. Projekty zostały wysoko ocenione przez arcybiskupa i historyków sztuki, ale do ich realizacji nigdy nie doszło i wszystkie okna kościoła przed I wojną światową zostały oszklone zwykłym szkłem.

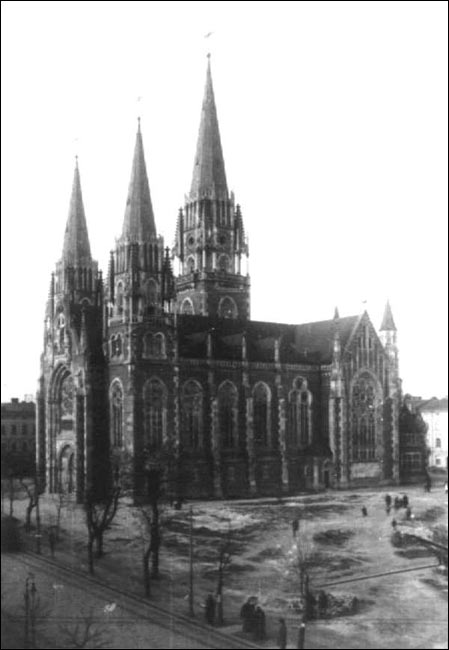
Kościół św. Elżbiety przed I wojną światową

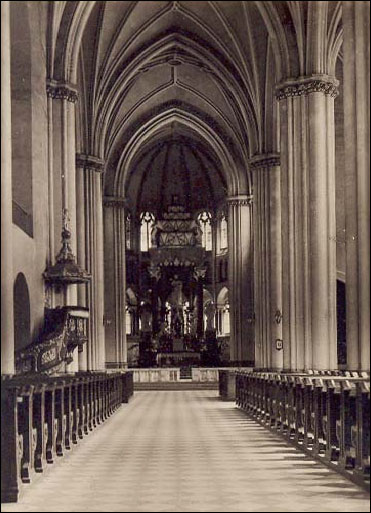
Wnętrze kościoła św. Elżbiety przed I wojną światową

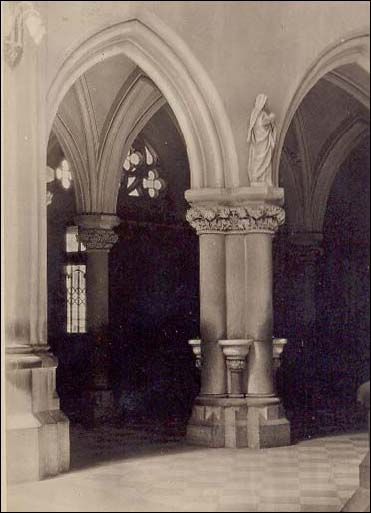
Wnętrze kościoła św. Elżbiety – masywne filary z kropielnicami w kruchcie.

Podczas I wojny światowej austriackie władze wojskowe zarekwirowały blachę miedzianą z dachu kościoła i wszystkie trzy dzwony. Zamiast nich do świątyni przekazano jeden dzwon o wadze 85 kg z kościoła św. Mikołaja. W latach 1918/1919 podczas walk polsko-ukraińskich o Lwów w kościół trafiło kilka pocisków. Zwłaszcza groźne były ostrzały w dniach 6 i 9 marca 1919 roku. Na pamiątkę tych wydarzeń umieszczono tablicę pamiątkową, która zachowała się do czasów współczesnych.

### Okres międzywojenny
Na początku lat 20. XX wieku wewnętrzny wystrój świątyni składał się w większości z przedmiotów mało cennych i przypadkowych. Kościół miał pięć tymczasowych ołtarzy, wśród nich wyróżniał się ołtarz św. Józefa, wykonany przez P. Wojtowicza. W ołtarzu głównym umieszczono tabernakulum i krzyż. W ołtarzach bocznych – obrazy Matki Boskiej Nieustającej Pomocy, Najświętszego Serca Pana Jezusa, „Zesłanie Ducha św. Na apostołów” i św. Stanisława Kostki. W kościele były również dwa wielkie i cztery małe konfesjonały, przeniesione z kościoła św. Anny oraz 52 ławki, w których było 248 miejsc. Ambona była również tymczasowa, drewniana. Na dzwonnicy zawieszono trzy dzwony, z których dwa, wielkie, nowe zostały odlane po wojnie. Ściany kościoła były pomalowane na jasno, bez polichromii.
Lata 20. i 30. XX wieku poświęcono udekorowaniu świątyni. W 1924 roku na wieży umieszczono zegar, wykonany za cenę 16 000 zł w Fabryce Zegarów Wieżowych Michała Mięsowicza w Krośnie. 30 maja 1926 roku arcybiskup Bolesław Twardowski poświęcił nową ambonę, wykonaną w stylu neobarokowym. Żelbetową konstrukcję ambony ozdobiły rzeźby i pozłocone stiuki, wykonane w Zakładzie Artystyczno-Rzeźbiarskim Jana Repichowskiego. Tylną ścianę ozdobiły postacie czterech ojców Kościoła: św. Ambrożego, św. Hieronima, św. Augustyna, św. Grzegorza a balustradę – postacie czterech Ewangelistów. Przy wejściu na ambonę umieszczono neobarokowy wazon i postać anioła z napisem w kartuszu: „Jam Droga, Prawda i Żywot”, autorstwa P. Wójtowicza. Nad amboną umieszczono baldachim zwieńczony kulą z figurą Chrystusa z krzyżem.
Do kościoła zamówiono organy w zakładzie Dominika Bernackiego z Włocławka. Gazeta „Słowo Polskie” pisała:

„Monumentalna świątynia uzyskała organy, które będą stanowiły chlubę nie tylko parafii, ale i całego Lwowa, gdyż są to organy największe i najwspanialsze w Polsce, zaopatrzone we wszelkie nowoczesne urządzenia i będące ostatnim wyrazem techniki w tej dziedzinie. Instrument ten zawiera 73 głosy, 420 rejestrów, 4260 piszczałek i dud...

.
Organy miały trzy manuały i pedał, trzy bezdźwięczne elektryczne wentylatory, które doprowadzały
powietrze do piszczałek i kilka specjalnych efektów, między innymi naśladowanie bicia dzwonów oraz tzw. echo. Prospekt organowy wykonano z drzewa dębowego w stylu neogotyckim i podzielono na dwie części, dzięki czemu okno centralne nad chórem muzycznym nie było zasłonięte. 11 lipca 1926 roku arcybiskup Twardowski poświęcił organy. Były to wówczas jedne z największych organów w Polsce.
W 1924 roku Małopolskie Towarzystwo Łowieckie powróciło do przedwojennej idei udekorowania bocznej kaplicy św. Huberta i powierzyło opracowanie projektu Kazimierzowi Sichulskiemu, któremu udało się w całości zrealizować swoją koncepcję artystycznego wystroju jej wnętrza – polichromię ścian, ołtarz wraz z tabernakulum, obraz ołtarzowy św. Huberta, sześć lichtarzy, kratę mosiężną przy wejściu do kaplicy, kilim na ścianę i witraż w oknie. Wystrój kaplicy został zakończony przed dniem św. Huberta, 3 listopada 1927 roku. Najważniejszym problemem w wystroju wnętrza kościoła pozostało wykonanie ołtarzy, zwłaszcza ołtarza głównego w prezbiterium. W latach 20. komitet artystyczny, kierownictwo parafii i arcybiskup Twardowski wybrali propozycję architektów Ludomiła Gyurkovicha i Józefa Szostakiewicza. Arcybiskup Twardowski powierzył następnie dopracowanie ich projektu architektowi Wawrzyńcowi Dayczakowi. W 1934 roku ołtarz został wykonany w zakładzie książąt Czartoryskich w Żurawnie, gdzie głównym projektantem i kierownikiem pracowni był Szostakiewicz. Monumentalny ołtarz w stylu art déco wykonano z marmuru i alabastru. Rzeźby aniołów oraz świętych: Elżbiety, św. Stanisława biskupa i błogosławionego Jakuba Strzemię wykonała rzeźbiarka Janina Reichert-Toth. Koszt budowy ołtarza głównego wyniósł 29 658 zł. 8 września 1934 roku arcybiskup Twardowski dokonał konsekracji ołtarza i całego kościoła. W ołtarzu umieszczono relikwie św. Jozafata i św. Wincencji. Marmurową mensę ustawiono na czterech filarach. Antepedium wykonano z białego alabastru i ozdobiono literami IHS z pozłacanego mosiądzu. Na mensie ustawiono alabastrowe tabernakulum, wyłożone wewnątrz złotą blachą i zamykane srebrnymi drzwiczkami. Nad nim umieszczono tron eucharystyczny z baldachimem, zwieńczony złotą koroną z krzyżem. Za tronem, na podwyższeniu, ustawiono figurę św. Elżbiety Węgierskiej, natomiast po bokach ołtarza na mniejszych postumentach – postacie św. Stanisława biskupa i błogosławionego Jakuba Strzemię, patrona archidiecezji Lwowskiej. Po obu bokach tabernakulum umieszczono dwie postacie adorujących aniołów. Nad całością kompozycji zbudowano ozdobny baldachim, wsparty na czterech kolumnach, zakończony krzyżem i ozdobiony figurami aniołów. Po bokach ołtarza umieszczono dwa alabastrowe świeczniki. Wykonanie projektów witraży do siedmiu okien za ołtarzem głównym arcybiskup Twardowski powierzył Dayczakowi. Witraże te wykonano w firmie S. G. Żeleńskiego i wstawiono w 1933 roku. W części górnej każdego okna w maswerkach przedstawiono symbole świętych (m.in. św. Kazimierza, Karola Boromeusza, Bronisławy, Franciszka, Jana Chrzciciela) natomiast część dolną wypełniły ornamenty. W tym samym czasie hrabia Leon Piniński na prośbę proboszcza Adolfa Sigmunda złożył w darze kościołowi wybrany ze swojego zbioru obraz „Biczowanie Chrystusa”, pędzla włoskiego malarza Lodovica Cardiego.
W 1936 roku malarz Wincenty Rawski opracował projekt dekoracji bocznej kaplicy Najświętszego Serca Pana Jezusa i budowę w niej ołtarza, również utrzymanego w stylu art déco. Alabastrowy ołtarz został wykonany w zakładzie Czartoryskich w Żurawnie i składał się z trzech części, z niszami w kształcie ostrołukowych arkad neogotyckich. Przed średnią niszą została ustawiona alabastrowa, trzymetrowa rzeźba Najświętszego Serca Pana Jezusa, wykonana przez rzeźbiarkę Jadwigę Horodyską. Malowidła ścienne według projektu W. W. Rawskiego wykonał Kazimierz Jan Smuczak. Witraż do okna w kaplicy wykonano w Krakowie w firmie S. G. Żeleńskiego. Przedstawiał on św. Małgorzatę Marie Alacogue i błogosławionego Klaudiusza da la Colombière. 24 października 1937 roku arcybiskup Twardowski poświęcił kaplicę i ołtarz. W latach 1935–1936 dachy kościoła ponownie zostały pokryte blachą miedzianą. W 1937 roku według projektu W. W. Rawskiego wykonano żyrandole mosiężne, z witrażowymi wstawkami. W 1938 roku planowano wykonanie nowej, alabastrowej ambony, ale projektu tego nie udało się zrealizować.

### 1939–1945
Kościół został uszkodzony już podczas pierwszego niemieckiego bombardowania Lwowa 1 września 1939 roku. Podczas walk o Lwów w kościół trafiło kilka pocisków. Najbardziej została uszkodzona górna część najwyższej wieży. W czasie pierwszej okupacji sowieckiej kościół zamknięto. Otwarto go podczas okupacji niemieckiej. W maju 1946 roku odprawiono w kościele ostatnią rzymskokatolicką mszę.

### 1946–1989
Po 1946 roku kościół został zamknięty, później jego wnętrza przeznaczono na magazyn kombinatu cukierniczego Switocz. Wnętrze świątyni ulegało celowej dewastacji, niszczono wyposażenie i dekoracje – spotkało to organy, ołtarze boczne, ozdobienie kaplic, witraże, w kościele wybito też wszystkie okna. Na najwyższej wieży zniszczono mechanizm zegarowy, zdjęto dzwony i usunięto krzyż ze szczytu najwyższej wieży. Podczas jego usuwania zginął żołnierz, niefortunny wykonawca zlecenia. Również usunięto krzyż, który znajdował się po prawej stronie przed wejściem do kościoła. 3 maja 1989 roku odpadły nogi figury Chrystusa na fasadzie. Wtedy cały teren wokół kościoła ogrodzono drewnianym parkanem.
Pomimo uszkodzeń architektura zewnętrzna kościoła zachowała się w stosunkowo dobrym stanie.

### Po 1989
W 1989 roku lwowscy Polacy rozpoczęli remont kościoła mając nadzieję, że kościół będzie przekazany katolikom. Firma Energopol zajęła się odbudową hełmów wież, które znajdowały się w krytycznym stanie. W 1991 roku Lwowska Rada Miejska postanowiła przekazać świątynię Kościołowi greckokatolickiemu (parafia w protoprezbiteracie halickim archieparchii lwowskiej). 24 lipca 1991 roku odprawiono w kościele pierwszą mszę w obrządku wschodnim, a kościół powtórnie poświęcono dodając do dotychczasowego wezwania św. Elżbiety św. Olgę. Od tego też czasu trwają prace nad restauracją wnętrza i nowym wyposażeniem, prowadzone przez lwowskich artystów i konserwatorów. Wewnątrz odrestaurowano ołtarz główny, ambonę, położono nową posadzkę: w nawach i kaplicach – z kamienia sztucznego, a w prezbiterium – z jasnego alabastru. Znajdującą się niegdyś w ołtarzu głównym figurę św. Elżbiety odrestaurowano i umieszczono w zakończeniu prawej nawy bocznej. W lewej nawie ustanowiono nową figurę drugiej patronki świątyni, św. Olgi. Z ołtarza głównego usunięto figury św. Stanisława i bł. Jakuba Strzemię oraz adorujących aniołów i przeniesiono je na galerię absydy za ołtarzem. W ich miejscu ustawiono figurę Najświętszego Serca Pana Jezusa, znajdującą się pierwotnie w kaplicy. Ściany prezbiterium za ołtarzem głównym wyłożono płytami alabastrowymi. W siedem górnych okien absydy oraz w okna kaplic bocznych wstawiono nowe witraże autorstwa lwowskiego witrażysty Walerego Szalenki (1996–1998). W niszach części ołtarzowej umieszczono nowe figury 12 apostołów, wykonane przez studentów college’u im. I. Trusza. W kruchcie przy wejściu do świątyni ustanowiono tablicę pamiątkową dla uczczenia 400-lecia unii brzeskiej (1596–1996) i odrestaurowano dwa krucyfiksy, autorstwa P. Wójtowicza.
Remont kościoła kontynuowano też w pierwszych latach XXI w.

## Architektura

### Styl

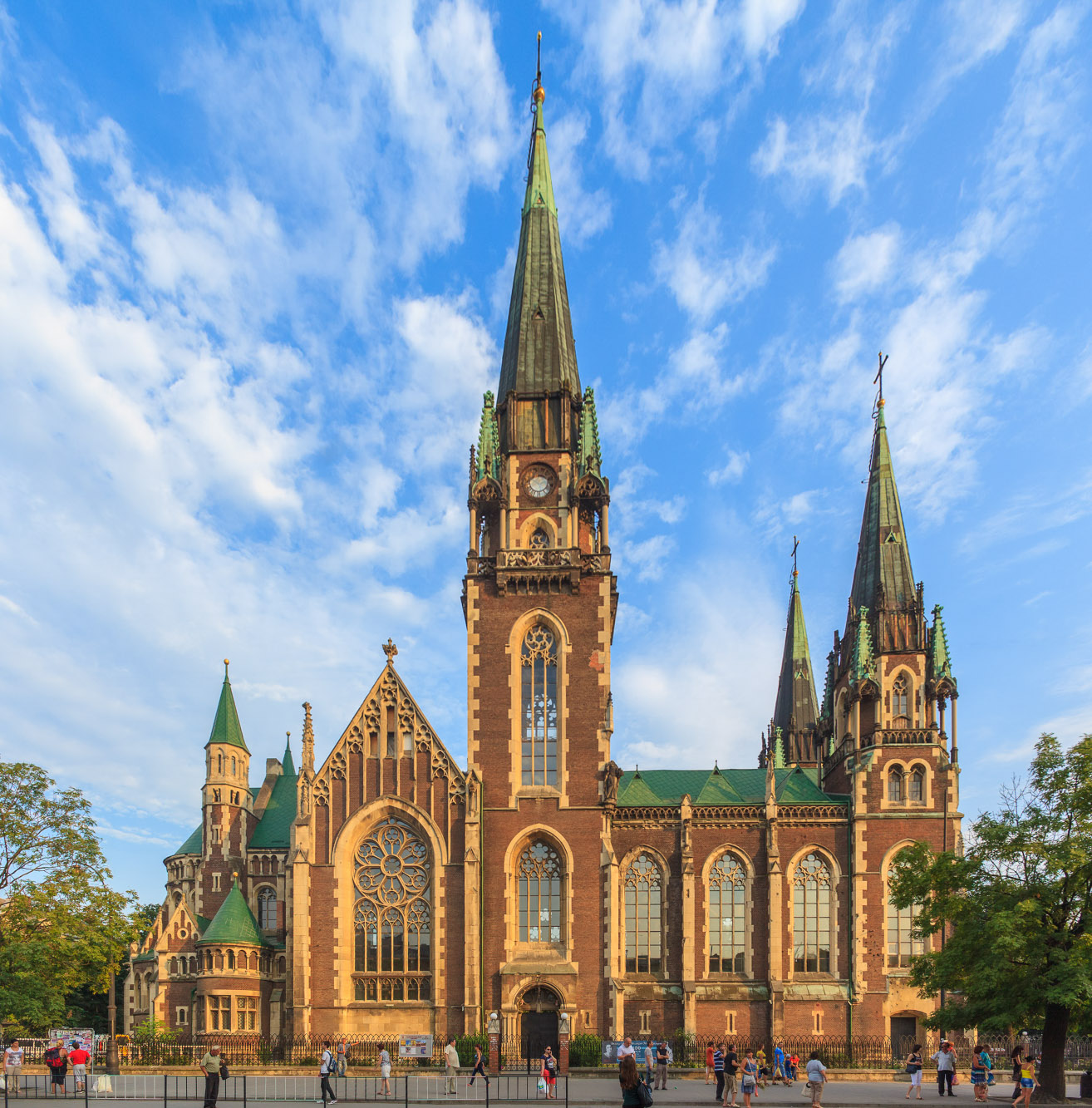
Elewacja północna

Kościół można uznać za orientowany, przy czym główna oś jest odchylona od osi wschód-zachód w kierunku przeciwnym do ruchu wskazówek zegara. Świątynia położona jest na dawnym pl. Solnym (ob. pl. Kropiwnickiego), równolegle do ul. Gródeckiej, z fasadą od ul. Bandery (dawniej Leona Sapiehy).
Kościół został zbudowany w stylu neogotyckim z elementami stylu romańskiego jako kościół halowy, trójnawowy z krótkim transeptem, prezbiterium zamkniętym półkolistą apsydą, flankowanym przez dwie symetrycznie rozmieszczone zakrystie i dwie kaplice i z fasadą flankowaną dwiema wieżami. Wszystkie trzy wieże są nakryte wysokimi, spiczastymi hełmami a ich górne kondygnacje zdobią pinakle umieszczone w czterech narożnikach. Charakter neoromański posiada zwłaszcza prezbiterium z krużgankiem wspartym na ośmiu kolumnach z czerwonego marmuru. Apsydę flankują dwie smukłe wieżyczki z ośmiobocznym zwieńczeniem. Nad absydami zakrystii wznoszą się niskie, cylindryczne wieże ze stożkowatymi hełmami.
Kościół zbudowano z cegły z wykorzystaniem żelbetu w fundamentach i stropach. Cokół budowli, wież i filarów wykonano z bloków kamiennych. W architekturze zewnętrznej zastosowano do dekoracji detal kamienny (ościeża okienne, laskowania i maswerki, portale, pinakle, balustrady i krawędzie przypór) natomiast elewacje oblicowano ciemnoczerwoną cegłą. Ściany i naroża są wzmocnione licznymi skarpami, zwieńczonymi pinaklami. Kościół otrzymał imponujące, prostokątne okna wypełnione w górnej, ostrołukowej części maswerkami.

### Fasada

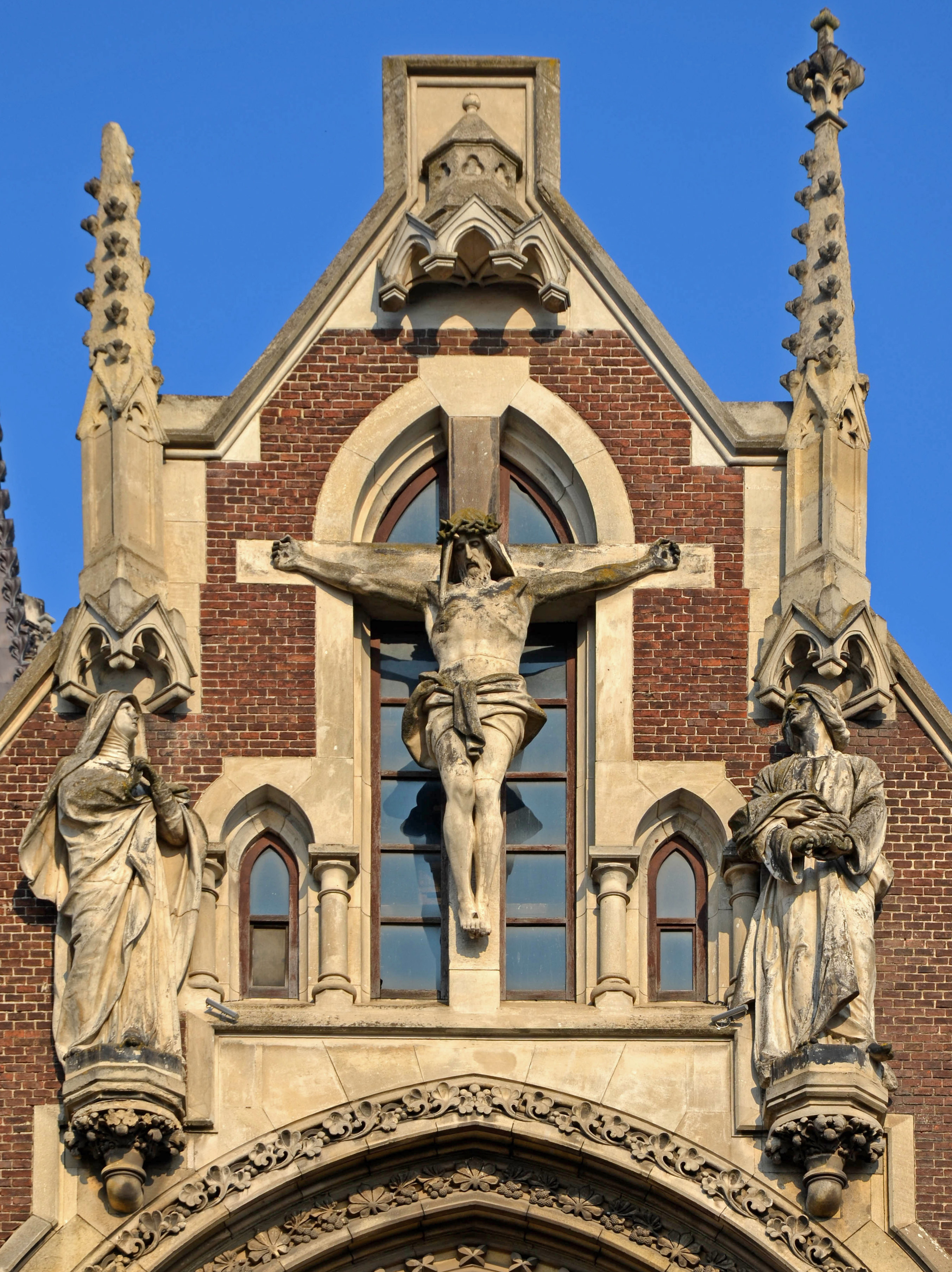
Grupa rzeźbiarska „Ukrzyżowanie” w szczycie fasady

Odznaczająca się efektownym wystrojem fasada została zwieńczona trójkątnym tympanonem. Jego pole wypełniła monumentalna, kamienna grupa rzeźbiarska „Ukrzyżowanie”, dłuta Piotra Wójtowicza, wykonana w latach 1908–1911. W centrum artysta umieścił postać Chrystusa Ukrzyżowanego flankowanego figurami Maryi i św. Jana Ewangelisty. Posągi zostały umieszczone na mistrzowsko rzeźbionych wspornikach. Nad nimi rozpięto neogotyckie baldachimy zwieńczone pinaklami i krabami.
Wejście główne zbudowano na osi fasady i obramiono trójuskokowym, arkadowym portalem, oflankowanym trzema parami przysadzistych kolumn i dekorowanym archiwoltami z motywem gałązek. Nad portalem umieszczono olbrzymie ostrołukowe okno, nieco zagłębione w murze, ozdobione kamiennym maswerkiem i rozetą w górnej części. Okno również obramiono kolumnami i archiwoltami z bogatym ornamentem roślinnym.
Fasadę świątyni flankują dwie wieże zwieńczone wysokimi ostrosłupowymi hełmami zakończonymi gałkami i krzyżami. Są one zbudowane na planie kwadratu i mają po cztery kondygnacje. Na kondygnacji dolnej znajdują się kruchty (kaplice), w całości oddzielone od naw bocznych. Do krucht z kościoła zbudowano małe drzwi. Kruchty mają również oddzielne wejścia z zewnątrz. Drugie kondygnacje wież dorównują swoją wysokością wysokości naw bocznych i stanowią od wewnątrz przedłużenie chóru muzycznego w postaci empor biegnących wzdłuż tych naw. Od zewnątrz na tych kondygnacjach znajdują się duże, ostrołukowe okna z rozetami w części górnej. Trzecią kondygnację wież stanowią balkoniki z balustradami, w narożnikach których zbudowano po cztery kapliczki, wsparte na wysmukłych kolumnach i zakończone neogotyckimi baldachimami z pinaklami.

### Wieża boczna
W narożniku między lewą nawą i ramieniem transeptu zbudowano trzykondygnacyjną wieżę boczną, nieco wysuniętą poza linię murów korpusu. Jest ona podobna w charakterze do wież w fasadzie, ale znacznie od nich wyższa, o wysokości 85 m (najwyższa we Lwowie). Dwie dolne kondygnacje wieży są zbudowane na planie kwadratu, natomiast trzecia kondygnacja – na planie ośmioboku. W przyziemiu wieży umieszczono wejście boczne do kościoła. Jej drugą kondygnację wypełnia od wewnątrz kwadratowa galeria (empora), otwarta w stronę nawy głównej i bocznej. Empora ta nosiła niegdyś nazwę „loży królewskiej”. Wyżej nad lożą królewską w wieży zbudowano cztery duże, jednakowe okna, zakończone ostrołukowymi arkadami, w górnej części wypełnione maswerkami. Na jednym poziomie z górnymi oknami w narożniku wieży ustawiono na niedużej kolumnie postać św. Elżbiety dłuta Tadeusza Błotnickiego (w okresie powojennym pozbawiono ją głowy), a nad nią baldachim neogotycki zdobiony pinaklami. Trzecia kondygnacja wieży ma, podobnie jak wieże w fasadzie, balkonik z ażurową balustradą. W narożnikach balkoniku zbudowano kapliczki, których kształty są również podobne do kształtów kapliczek wież w fasadzie. Kondygnację tę przepruto czterema dużymi oknami, a w środku zawieszono dzwony i mechanizm zegarowy. Cztery wielkie tarcze zegarowe znajdują się nad oknami między neogotyckimi baldachimami kapliczek. Wieżę zwieńczono wysokim hełmem ostrosłupowym z gałką.

### Korpus

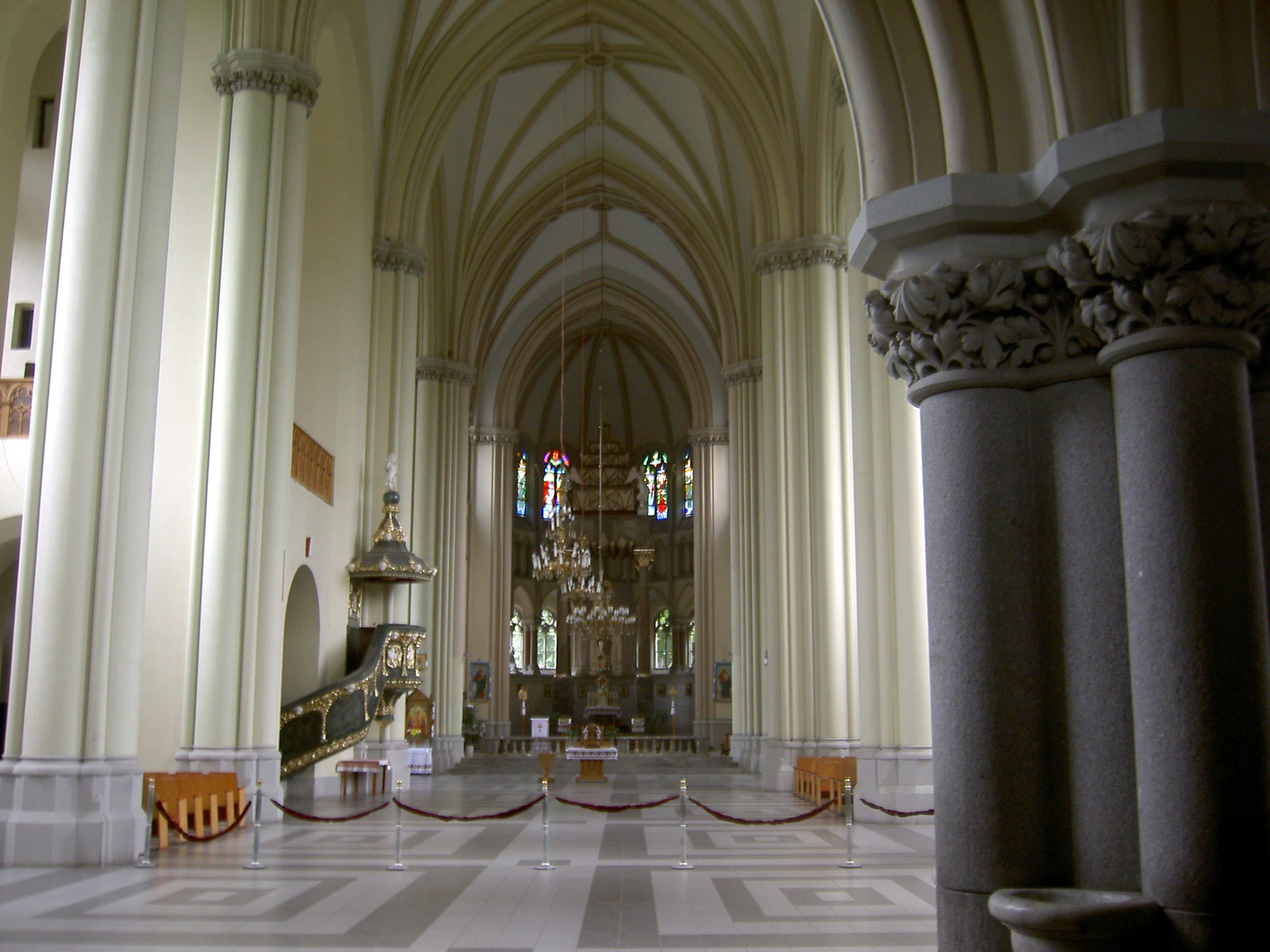
Wnętrze kościoła

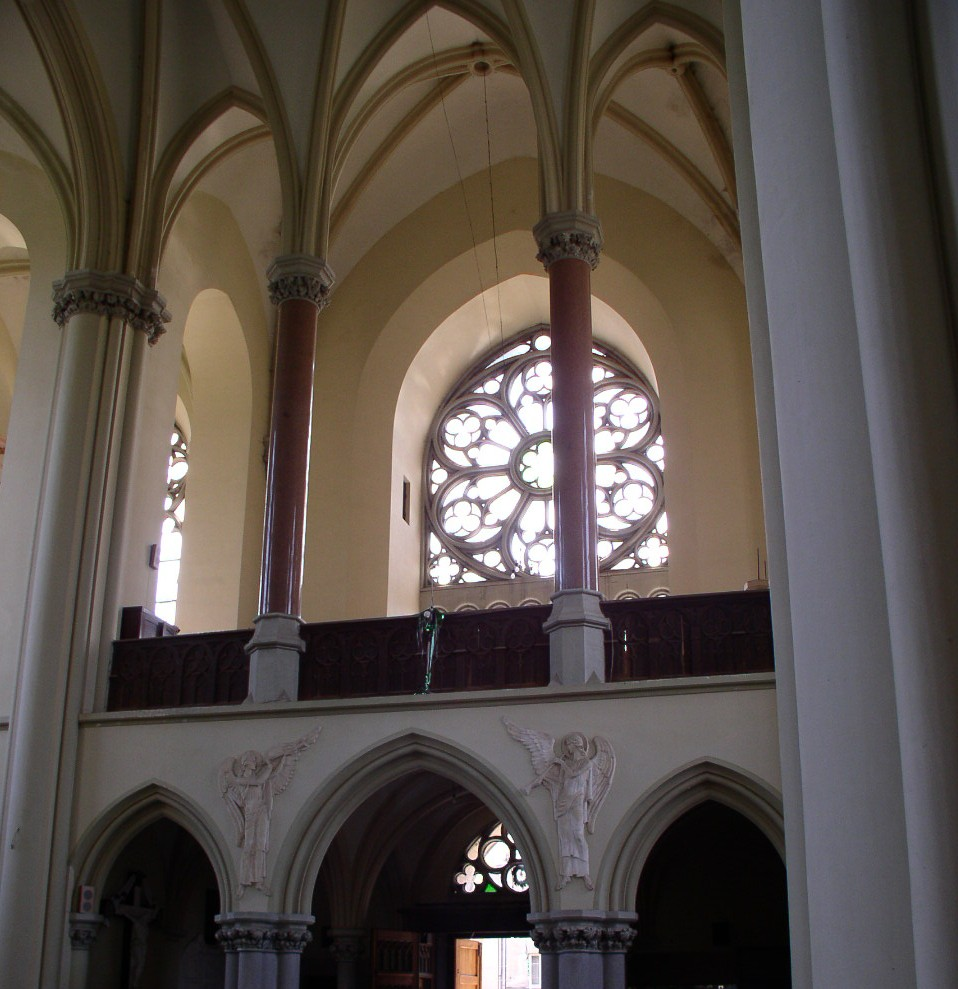
Neogotyckie sklepienia

Korpus kościoła o długości 60,5 m i szerokości 22 m składa się z trzech naw o jednakowej wysokości. Taką samą wysokość mają również transept i prezbiterium. Korpus świątyni podparto z zewnątrz przyporami, ozdobionymi pinaklami. W przyziemiu fasady znajduje się kruchta stanowiąca wejście do kościoła. Została ona oddzielona od korpusu trzema ostrołukowymi arkadami, opartymi o filary, które w części dolnej składają się z czterech zgrupowanych kolumn z kapitelami ze stylizowanego liścia. Wśród kolumn wmontowano marmurowe kropielnice. Nad kruchtą zbudowano chór muzyczny z balustradą i trzema ostrołukowymi arkadami z wysmukłymi kolumnami z różowego marmuru.
Wnętrze kościoła (sklepienia i ściany) zostało otynkowane i częściowo pokryte pod „stiuk”, natomiast ściany apsydy wyłożono płytami z alabastru.
Czteroprzęsłowa nawa główna została przekryta sklepieniem gwiaździstym, opartym na pięciu parach monumentalnych filarów, umieszczonych na wysokich cokołach. Ostrołukowe arkady pomiędzy filarami
ozdobione są bogato profilowanymi archiwoltami. Po lewej stronie nawy głównej, przy drugim filarze od prezbiterium, umieszczono ambonę.
Nawy boczne są dwa razy węższe od głównej. Prawa nawa ma cztery duże okna, lewa, ze względu na wieżę boczną – trzy. Sklepienie w nawach bocznych jest krzyżowo-żebrowe.
Transept kościoła ma tę samą wysokość i szerokość jak nawa główna, co sprawia, że skrzyżowanie naw zbudowane jest na planie kwadratu. Długość transeptu wynosi 30 m, jego elewacje boczne są więc nieco wysunięte poza zewnętrzną linię murów kościoła. Ramiona transeptu dzielą się na dwa nierówne przęsła z każdej strony. Jego fasady boczne są oflankowane przyporami i bogato ozdobione pinaklami z fialami i krabami. Wewnątrz kościoła do transeptu przylegają dwie kaplice. Po prawej stronie na osi nawy bocznej znajduje się kaplica św. Huberta, a po lewej – Najświętszego Serca Pana Jezusa. Wejścia do kaplic są zamknięte ostrołukowo i oflankowane kolumnami z kapitelami w kształcie stylizowanego liścia. Sklepienie w kaplicach jest krzyżowe. Niewielkie okna mają zakończenie ostrołukowe z maswerkami. Pierwotnie kaplica św. Huberta była ozdobiona według projektu Sichulskiego, a kaplica Najświętszego Serca Pana Jezusa – według projektu W. Rawskiego juniora (oryginalne dekoracje nie zachowały się).

### Prezbiterium

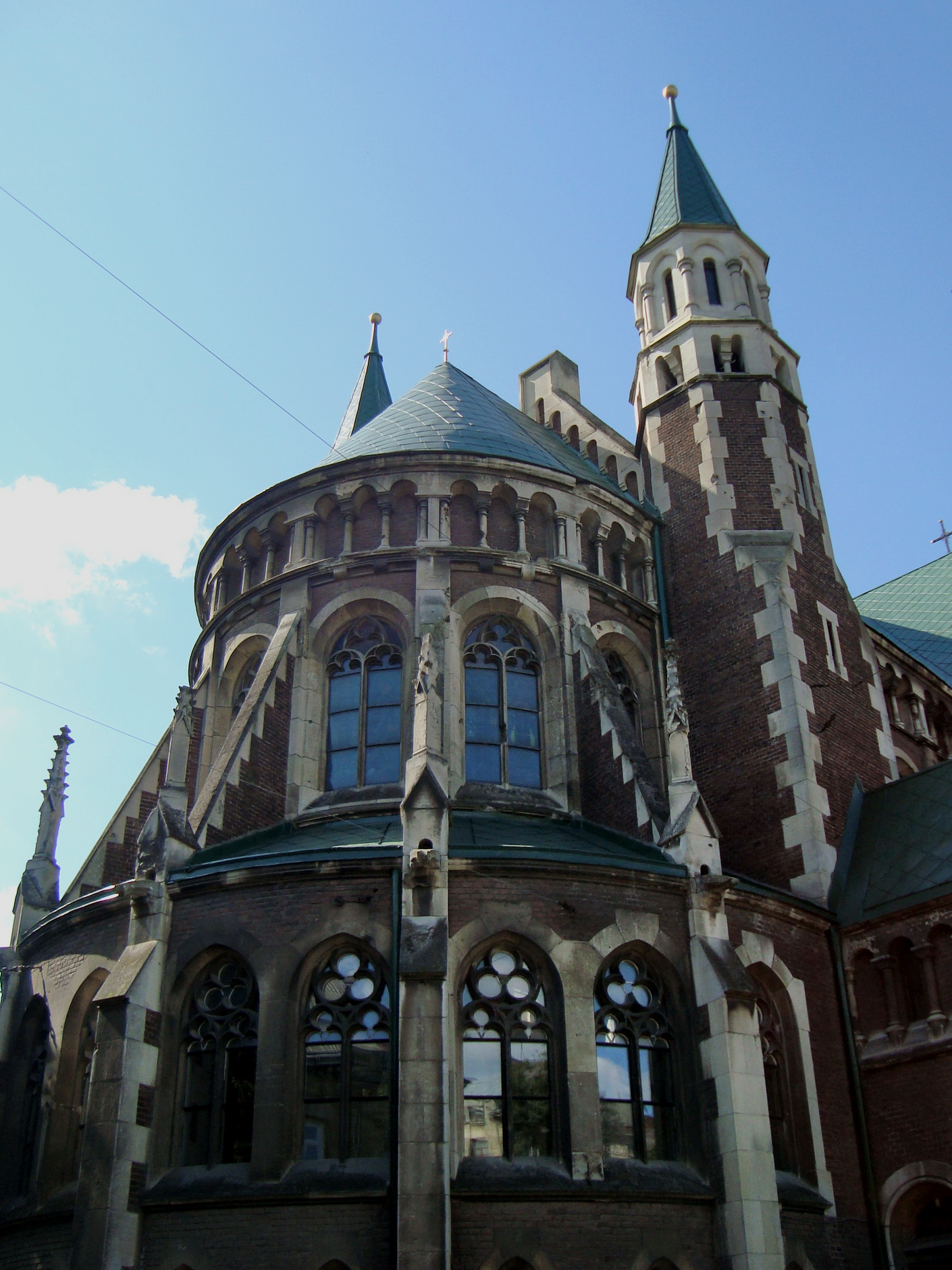
Prezbiterium

Prezbiterium ma tę samą wysokość co nawa główna i jest podzielone na dwie części. Część pierwsza od strony nawy jest w stosunku do niej podwyższona o trzy stopnie i oddzielona od niej niewysoką balustradą alabastrową. Druga część, nieco węższa, jest podwyższona o kolejne trzy stopnie i zakończona monumentalną, półkolistą absydą, w której umieszczono ołtarz główny. Apsyda za ołtarzem ma galerię, na którą prowadzą wejścia z zakrystii po obu stronach prezbiterium. Sklepienie apsydy wspiera się na dwunastu smukłych kolumnach, pomiędzy którymi w części dolnej znajduje się taka sama ilość jednakowych, niewysokich, ostrołukowych okien. Do wysokości okien absydę wyłożono płytami alabastrowymi.
W górnej części absydy znajduje się siedem okien, wypełnionych witrażami. Po dwu stronach prezbiterium znajdują się zakrystie. Nad nimi na drugiej kondygnacji mieszczą się skarbce. Na zewnątrz prezbiterium i absyda podparte są przyporami i ozdobione pinaklami i fialami. Okna apsydy wypełniają kamienne maswerki. Po obu stronach absydy dobudowano dwie kruchty, a nad nimi wzniesiono niewielkie, trzykondygnacyjne wieżyczki, oparte w dolnych kondygnacjach na planie kwadratu, natomiast w górnych ośmioboczne. Wieżyczki zwieńczono hełmami ostrosłupowymi z kulami, ale bez krzyży.

### Wyposażenie

#### Ołtarz główny
W prezbiterium znajduje się ołtarz główny w stylu art déco, wykonany z marmuru i alabastru w latach 1930–1934 według projektu Ludomiła Gyurkovicha i Józefa Szostakiewicza ze zmianami dokonanymi przez Wawrzyńca Dayczaka. Nad ołtarzem wznosi się baldachim wsparty na czterech kolumnach. Ołtarz przed wojną był oświetlany u góry. Pierwotnie zdobiło go dziewięć rzeźb Janiny Reichert-Toth. Zachowały się jedynie dwie figury aniołów w zwieńczeniu baldachimu. Stojąca na centralnym piedestale pod baldachimem figura św. Elżbiety została przeniesiona do transeptu a jej miejsce zajęła trzymetrowa rzeźba Najświętszego Serca Pana Jezusa z kaplicy bocznej. Figury klęczących aniołów pochodzące z bocznych piedestałów umieszczono w oknach apsydy za ołtarzem.

#### Ambona
Z pierwotnego wyposażenia kościoła zachowała się poza ołtarzem głównym tylko ambona, wykonana przed II wojną światową.